# 宣宁府
宣宁府，元朝时设置的府。
元朝初年，升宣德州置，治所在宣德县（即今河北宣化县）。辖境相当今河北省涞源、蔚县、阳原、宣化、怀安及山西省灵丘等县地。太宗七年（1235年）改为山西东路总管府。